# One Day at Disney (filme)
One Day at Disney (bra/prt: Um Dia na Disney) é um documentário, produzido pela Disney Publishing Worldwide e Endeavor Content como um lançamento exclusivo transmitido pelo Disney+ a partir de 3 de dezembro de 2019. O longa-metragem é seguido por 51 segmentos adicionais de curtas, lançados como uma série de episódios semanais na Disney+.

## Enredo
O documentário acompanha funcionários de várias divisões da The Walt Disney Company, dando uma olhada em um dia na vida de seus empregos.

## Produção
Em agosto de 2019, como parte da D23 Expo, Ricky Strauss e Robin Roberts anunciaram o documentário que foi anteriormente dublado como um projeto secreto.

### Filmagens
Em fevereiro de 2019, 76 sessões de fotos aconteceram em todo o mundo em todas as divisões da Disney, de parques temáticos a sets de séries de televisão. As pessoas no documentário de longa-metragem incluem Eric Baker (Imagineer), Ashley Girdich (Imagineer), Eric Goldberg (animador), Mark Gonzales (Disneyland Railroad), Grace Lee (gerente de ilustração editorial), Zamavus “Zama” Magudulela (ator musical), Ryan Meinerding (Marvel Studios), Dra. Natalie Mylniczenko (veterinária do Resort), Kristina Dewberry (Imagineer), Jerome Ranft (artista da Pixar) e Robin Roberts (apresentador). Sterling K. Brown narra a série.

## Séries de televisão
Não muito depois do filme, uma curta série para a televisão na web foi lançada em 6 de dezembro de 2019, com 51 episódios curtos de 5 a 7 minutos.

## Livro
A Disney Publishing Worldwide também desenvolveu um livro de mesa adjacente ao documentário, que foi escrito por Bruce Steele. O livro foi lançado na mesma data.

## Lançamento
O filme estreou como um documentário longa-metragem exclusivo do Disney+ serviço de streaming, em 3 de dezembro de 2019.